# ون بلس 6
ون بلس 6 هو هاتف ذكي يعمل بنظام أندرويد صنعته ون بلس. تم كشف النقاب عنه في 16 مايو 2018 وذهب للبيع في 22 مايو 2018.

## التاريخ
في مارس 2018، تم الإعلان عن أن الهاتف سيكون له "درجة"،  ولكن سيكون هناك خيار لإخفائه. في 2 أبريل 2018، تم التأكيد على أن الإصدار المميز من OnePlus 6 سيحتوي على معالج سناب دراغون 845 و8 جيجابايت من ذاكرة الوصول العشوائي و256 جيجابايت من سعة التخزين الداخلية.
افتتح OnePlus منتديات لOnePlus 6 في أبريل 2018.
بعد أسبوع واحد من بدء تشغيل Oneplus 6، أقرت OnePlus بوجود خطأ في البرنامج تسبب في إسقاط الجهاز لجميع الصوت عند تحويل مكالمة هاتفية إلى مكبر صوت. تم حل هذا لاحقًا في تحديث برنامج 5.1.6.

### البرمجيات
تم إطلاق أوكسجين أوس 6 مع تثبيت أندرويد 8.1 ويستخدم واجهة أوكسجين أوس. كان خيار المشاركة في الإصدار التجريبي من أندرويد بي متاحًا من الإطلاق. تم إصدار أول إصدار ثابت من OxygenOS 9.0 بناءً على Android Pie في 21 سبتمبر 2018.

### توافق الشبكة
يتضمن OnePlus 6 نوعين مختلفين للشبكات الخلوية في جميع أنحاء العالم.
| نموذج                           | GSM يربط       | CDMA يربط | UMTS يربط                  | TD-SCDMA يربط | LTE يربط |
| ------------------------------- | -------------- | --------- | -------------------------- | ------------- | --- |
| A6000 (الهند، آسيا، الصين)      | رباعية الموجات | BC0 ، BC1 | 1 ، 2 ، 4 ، 5 ، 8 ، 9 ، 19 | 34 ، 39       | قوات الدفاع عن الديمقراطية: 1 ، 2 ، 3 ، 4 ، 5 ، 7 ، 8 ، 12 ، 17 ، 18 ، 19 ، 20 ، 25 ، 26 ، 28 ، 29 ، 66 TDD: 34 ، 38 ، 39 ، 40 ، 41                |
| A6003 (أوروبا وأمريكا الشمالية) | رباعية الموجات | BC0 ، BC1 | 1 ، 2 ، 4 ، 5 ، 8 ، 9 ، 19 | 34 ، 39       | قوات الدفاع عن الديمقراطية: 1 ، 2 ، 3 ، 4 ، 5 ، 7 ، 8 ، 12 ، 17 ، 18 ، 19 ، 20 ، 25 ، 26 ، 28 ، 29 ، 30 ، 32 ، 66 ، 71 TDD: 34 ، 38 ، 39 ، 40 ، 41 |